# Custenlohr

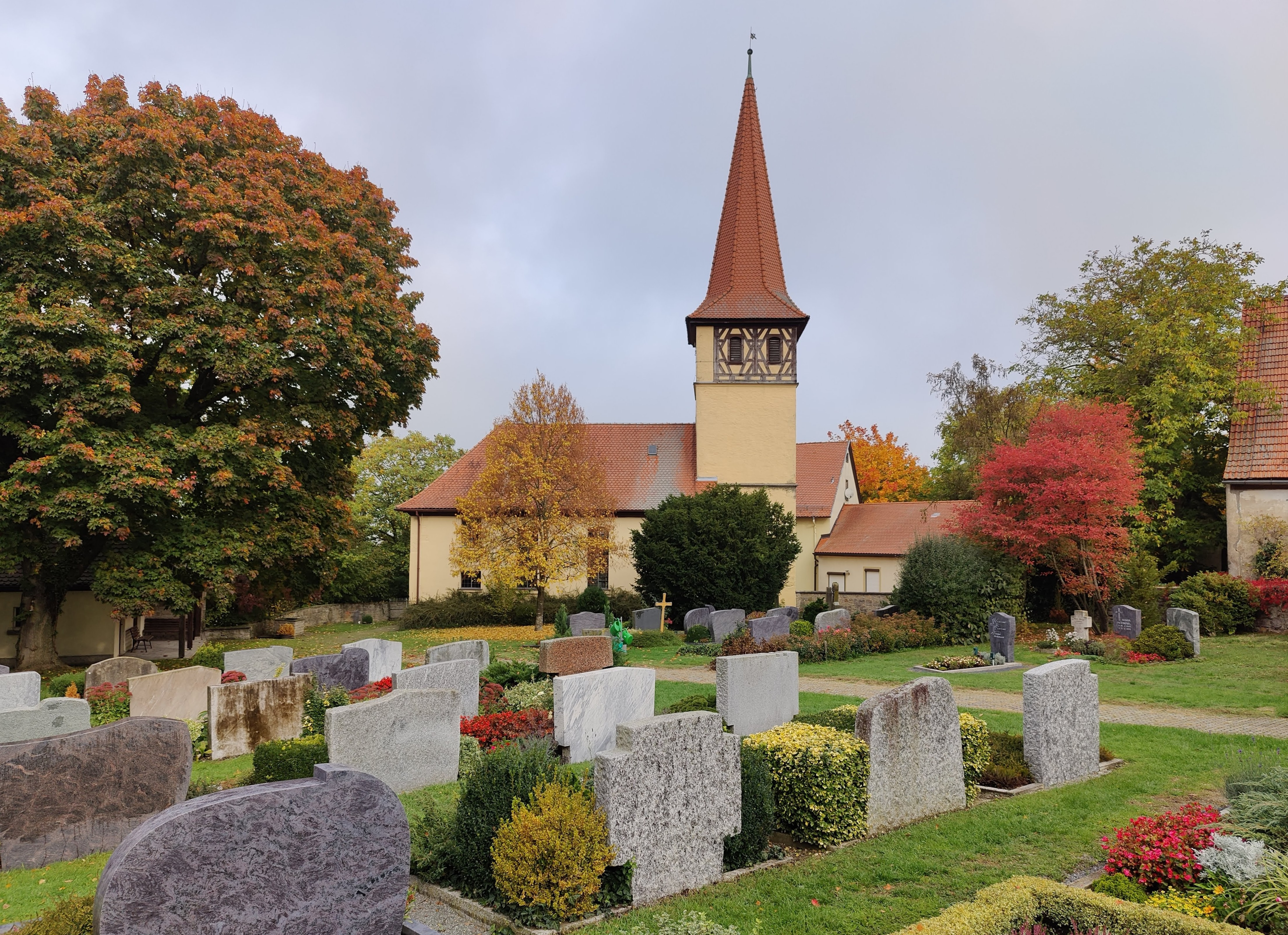
Friedhof und Kirche St. Jakob

Custenlohr (fränkisch: Kusdloa) ist ein Gemeindeteil der Stadt Uffenheim im Landkreis Neustadt an der Aisch-Bad Windsheim (Mittelfranken, Bayern). Die Gemarkung Custenlohr hat eine Fläche von 6,650 km². Sie ist in 659 Flurstücke aufgeteilt, die eine durchschnittliche Fläche von 10.091,41 m² haben. In ihr liegen neben dem namensgebenden Ort die Gemeindeteile Hinter- und Vorderpfeinach.

## Lage
Das Kirchdorf liegt auf einer kleinen Anhöhe, die zu allen Seiten außer dem Süden abfällt, und ist unmittelbar von Acker- und Grünland umgeben. Es entspringt dort der Schellenbach, ein rechter Zufluss des Hainbachs. Im Norden befindet sich das Hochholz, im Süden das Buchheimer Holz. Die Kreisstraße NEA 49 führt zur Anschlussstelle der Staatsstraße 2252 an die Bundesstraße 13 bei Neuherberg (2,8 km östlich) bzw. zur Staatsstraße 2419 (2,5 km westlich), die etwas weiter westlich zur Anschlussstelle 106 der Bundesautobahn 7 verläuft. Die Kreisstraße NEA 43 führt nach Uffenheim zur St 2419 (3 km nördlich) bzw. nach Mörlbach (4 km südlich).

## Geschichte
1103 wurde ein „Sigeloch de Custulare“ urkundlich erwähnt. Dies ist zugleich die erste Erwähnung des Ortes. Das Grundwort des Ortsnamens ist „lār“ (mhd. für Hürde, Gatter). Die Bedeutung des Bestimmungswortes ist unklar.
Gegen Ende des 18. Jahrhunderts gab es in Custenlohr 27 Anwesen. Das Hochgericht übte das ansbachische Oberamt Uffenheim aus. Das Kasten- und Stadtvogteiamt Uffenheim war Grundherr über 26 Anwesen. Von 1797 bis 1808 unterstand Custenlohr dem preußischen Justiz- und Kammeramt Uffenheim.
1806 kam der Ort an das Königreich Bayern. Mit dem Gemeindeedikt (frühes 19. Jahrhundert) wurde Custenlohr dem Steuerdistrikt Ermetzhofen zugewiesen. Wenig später entstand die Ruralgemeinde Custenlohr, zu der Hinter- und Vorderpfeinach gehörten. Sie war in Verwaltung und Gerichtsbarkeit dem Landgericht Uffenheim zugeordnet und in der Finanzverwaltung dem Rentamt Uffenheim (1919 in Finanzamt Uffenheim umbenannt). Ab 1862 war das Bezirksamt Uffenheim für die Verwaltung der Gemeinde zuständig (1939 in Landkreis Uffenheim umbenannt). Die Gerichtsbarkeit blieb beim Landgericht Uffenheim (1879 in Amtsgericht Uffenheim umbenannt), seit 1973 ist das Amtsgericht Neustadt an der Aisch zuständig. Die Gemeinde hatte 1964 eine Gebietsfläche von 6,657 km². Am 1. Juli 1972 wurde Custenlohr im Zuge der Gebietsreform in Bayern nach Uffenheim eingegliedert.

### Baudenkmäler
In Custenlohr gibt es fünf Baudenkmäler, darunter die Kirche St. Jakob

### Bodendenkmäler
In der Gemarkung Custenlohr gibt es sechs Bodendenkmäler.

### Einwohnerentwicklung
Gemeinde Custenlohr
| Jahr      | 1818   | 1840   | 1852   | 1855   | 1861   | 1867   | 1871   | 1875   | 1880   | 1885   | 1890   | 1895   | 1900   | 1905   | 1910   | 1919   | 1925   | 1933   | 1939   | 1946   | 1950   | 1952   | 1961   | 1970   |
| Einwohner | 249    | 281    | 270    | 269    | 283    | 306    | 282    | 269    | 275    | 272    | 278    | 253    | 262    | 253    | 253    | 261    | 246    | 237    | 218    | 311    | 345    | 327    | 223    | 210    |
| Häuser    | 53     | 53     |        |        |        |        | 56     |        |        | 55     | 56     |        | 56     |        |        |        | 52     |        |        |        | 49     |        | 52     |        |
| Quelle    | [ 10 ] | [ 17 ] | [ 18 ] | [ 18 ] | [ 19 ] | [ 20 ] | [ 21 ] | [ 22 ] | [ 23 ] | [ 24 ] | [ 25 ] | [ 18 ] | [ 26 ] | [ 18 ] | [ 27 ] | [ 18 ] | [ 28 ] | [ 18 ] | [ 18 ] | [ 18 ] | [ 29 ] | [ 18 ] | [ 12 ] | [ 30 ] |

Ort Custenlohr
| Jahr      | 001818 | 001840 | 001861 | 001871 | 001885 | 001900 | 001925 | 001950 | 001961 | 001970 | 001987 |
| Einwohner | 176    | 201    | 218    | 213    | 192    | 187    | 181    | 252    | 170    | 153    | 149    |
| Häuser    | 36     | 39     |        |        | 40     | 41     | 38     | 35     | 37     |        | 42     |
| Quelle    | [ 10 ] | [ 17 ] | [ 19 ] | [ 21 ] | [ 24 ] | [ 26 ] | [ 28 ] | [ 29 ] | [ 12 ] | [ 30 ] | [ 1 ]  |

## Religion
Der Ort ist seit der Reformation evangelisch-lutherisch geprägt und gehört bis heute zur Pfarrei Heiligkreuz (Ermetzhofen).